# Ed Lacy
Leonard “Len” S. Zinberg, conocido por el pseudónimo de Ed Lacy (Nueva York; 25 de agosto de 1911-Harlem, Nueva York; 7 de enero de 1968) fue un escritor estadounidense de novela negra y de detectives del tipo de crimen duro (hardboiled). Lacy, quien era blanco, se caracterizó por crear el primer detective privado de ficción, creíble, de raza africana-americana. Su personaje es Toussaint “Touie” Marcus Moore. En El detective negro (en inglés, Room to Swing), su novela de 1957, introdujo a Touie Moore, y con esta obra Ed Lacy recibió en 1958 el Premio Edgar como la mejor novela.
Lacy nació en la ciudad de Nueva York. Fue miembro de la Liga de Escritores Estadounidenses y fue parte del respectivo comité “Mantengamos a Estados Unidos Fuera de la Guerra” en enero de 1940 durante el periodo del Pacto Ribbentrop-Mólotov.
Lacy también fue una novelista de otros géneros, y también escribió muchas cuentos de crímenes en las mejores revistas estadounidenses de su época, como Collier's, Argosy, Esquire, Mystery Magazine de Ellery Queen, Off Beat Detective Stories, Mystery Magazine de Alfred Hitchcock y Mike Mystery Magazine de Mike Shayne. Usó el seudónimo Steve April para su novela Ruta 13.
Murió de un ataque al corazón en Harlem en 1968, a la edad de 56 años.

### Novelas
- The Woman Aroused (1951)
- Sin in Their Blood (1952)
- Strip for Violence (1953)
- Route 13 (1954)
- Enter Without Desire (1954)
- Duro y al cuerpo (en inglés publicado como Go for the Body (1954)
- The Best That Ever Did It (también editado como Visa to Death) (1955)
- Lo llevaba en la sangre (en inglés publicado como The Men from the Boys (1956)
- Lead with Your Left (1957)
- El detective negro (en inglés publicado como Room to Swing) (1957)
- Breathe No More, My Lady (1958)
- Shakedown for Murder (1958)
- Be Careful How You Live (1959)
- Blonde Bait (1959)
- The Big Fix (1960)
- Final sin salida (en inglés publicado como Dead End) (1960)
- A Deadly Affair (1960)
- Bugged for Murder (1961)
- The Freeloaders (1961)
- South Pacific Affair (1961)
- The Sex Castle (también publicado como Shoot It Again) (1963)
- Two Hot to Handle (publicación que contiene dos novelas cortas: The Coin of Adventure y Murder in Paradise) (1963)
- La hora de la mentira (en inglés publicado como Moment of Untruth) (1964)
- Hampa negra (en inglés publicado como Harlem Underground (1965)
- Pity the Honest (1965)
- The Hotel Dwellers (1966)
- Double Trouble (1967)
- In Black & Whitey (1967)
- The Napalm Bugle (1968)
- The Big Bust (1969)

### Cuentos policiacos
- ¿Quién echará de menos a Arturo?
- Dos herederos para un asesinato